# Mahdia Bella
Mahdia Bella, née le 27 avril 1972 à Sétif, est une nageuse algérienne.

## Biographie
Mahdia Bella fait partie d'une famille de sportifs. Son père Tayeb Bella dit Poli est un gardien de but dans les années 1970 et 1980, évoluant au Stade Africain Sétifen. Dans la fratrie, l'aîné Fouzi Bella est un nageur champion au niveau de la wilaya, Abderzak Bella est un nageur olympique tandis que Nabila Bella, épouse du footballeur Malik Zorgane, est championne d'Algérie de natation.

## Carrière
Née à Sétif le 27 avril 1972, Mahdia Bella a commencé à nager à l’âge de 6 ans, à raison de deux fois par semaine. Mais il s’agissait pour elle alors d’un simple jeu, au club Entente Sportive de Sétif, sous la direction de l’entraîneur national Nadjar Abdel Hamid.
Elle passe à quatre entraînements hebdomadaires à l’âge de 12 ans, toujours sous la houlette d’Abdel-Hamid. Elle est sacrée championne d’Algérie dans la catégorie des benjamines. Tout au long de sa carrière, elle restera fidèle à ses distances de prédilection: les 100 et 200 mètres brasse.
A 16 ans (1988) elle remporte le championnat du Maghreb, en Tunisie, sur 100 et 200 mètres brasse, avec à l’appui les records d’Algérie sur les deux distances (1’18 et 2’50). La même année, elle améliore le record national du 50 mètres nage libre en 28.03. Puis elle remporte le titre des 100 mètres brasse au championnat des pays arabes au Caire.
En 1990, elle est classée deuxième sur 100 et 200 mètres brasse dans le cadre du championnat d’Afrique, à Tunis. L’année suivante, aux Jeux africains organisés en Egypte, Mahdia Bella bat les records d’Afrique et des pays arabes sur 100 mètres brasse 1’15’’63, mais elle est classée deuxième sur 200 mètres brasse en 2’43 (même temps que la première).
De 1992 à 1994, Mahdia Bella s’abstient de participer à des compétitions internationales et s’éloigne du milieu nautique. Cet arrêt partiel, puisqu’elle a continué à s’entraîner mais irrégulièrement, a nui à ses performances.
En effet, elle s’entraînait avant cet arrêt à raison de six fois la semaine, de deux heures pour chaque séance, avec un total de 5 à 6 kilomètres par jour.
Aux Jeux africains (Zimbabwé, en 1995), Mahdia Bella, qui a recommencé à s’entraîner, se classe 4e sur 100 mètres et 200 mètres brasse en respectivement 1’18 et 2’47.
En avril 95, au championnat du Maghreb, au Maroc, elle remporte les médailles d’or sur 100 mètres brasse en 1’18 et 2’43.
Enfin en mai 1996, à la réunion internationale de natation à Rome, Mahdia Bella remporte les 100 mètres et 200 mètres brasse.
Au Liban, dans le cadre des Jeux panarabes, elle a déjà assuré l’or sur 100 mètres brasse et l’argent au 4x100 mètres 4 nages.
Elle vise surtout le titre au 200 mètres brasse, distance qu’elle affectionne particulièrement.

## Palmarès

### Championnats d'Afrique
- Championnats d'Afrique 1990 à Tunis[1]
  -  Médaille d'argent du 100 mètres brasse
  -  Médaille d'argent du 200 mètres brasse

### Jeux africains
- Jeux africains de 1991 au Caire
  -  Médaille d'or du 100 mètres brasse
  -  Médaille d'argent du 200 mètres brasse
  -  Médaille de bronze du 4 × 100 m quatre nages

### Jeux panarabes
- Jeux panarabes de 1997 à Beyrouth
  -  Médaille d'or du 100 mètres brasse
  -  Médaille d'or du 200 mètres brasse
  -  Médaille d'argent du 4 × 100 mètres quatre nages